# معركة فحل
معركة فحل إحدى معارك فتوح الشام، وهي معركة جرت بين المسلمين والروم في غور الأردن قرب مدينة بيلّا الرومية، تسمى حالياً طبقة فحل. جرت المعركة في السنة 13 هجرية الموافق سنة 635 ميلادية. تسمى في المراجع الغربية واليونانية باسم معركة بيلّا.

## أسباب المعركة
بعد الهزيمة التي لحقت بالروم في معركة أجنادين، بدأ الروم يجمعون قواهم في أحد حصونهم المنيعة في بيلّا التي تقع على ارتفاع 150 متر تحت سطح البحر وتطل على غور الأردن، حوالي 50 كم جنوبي نهر اليرموك. كان تجمع الروم في تلك المنطقة يشكل خطرا محدقاً على جيش المسلمين المتوغل شمالاً. لان أي هجوم يقوم به الروم شرقاً سيؤدي إلى قطع خطوط الإمدادات من الجزيرة العربية. فقرر أبو عبيدة بن الجراح الانسحاب جنوباً من وسط سورية لتدارك الخطر في أغوار الأردن. والتقى الجيشان قرب بيلّا في 25 يناير 635 م.

## تفاصيل المعركة
لما فُتحت دمشق سار أبو عبيدة إلى فحل، واستخلف على دمشق يزيد بن أبي سفيان، وبعث خالد بن الوليد على المقدمة، وعلى الناس شرحبيل بن حسنة، وكان على المجنبتين أبو عبيدة وعمرو بن العاص، وعلى الخيل ضرار بن الأزور، وعلى الرجال عياض بن غنم، وكان أهل فحل قد قصدوا بيسان، فهم بها، فنزل شرحبيل بالناس فحلا، وبينهم وبين الروم تلك المياه والأوحال، وكتبوا إلى عمر، وكانت العرب تسمي تلك الغزاة ذات الردغة وبيسان وفحل. وأقام الناس ينتظرون كتاب عمر، فاعترهم الروم، فخرجوا وعليهم سقلار بن مخراق، فأتوهم والمسلمون حذرون، وكان شرحبيل لا يبيت ولا يصبح إلا على تعبية، فلما هجموا على المسلمين لم يناظروهم فاقتتلوا أشد قتال كان لهم ليلتهم ويومهم إلى الليل، وأظلم الليل عليهم وقد حاروا، فانهزم الروم وهم حيارى، وقد أصيب رئيسهم سقلار والذي يليه فيهم نسطورس، وظفر المسلمون بهم وركبوهم، ولم تعرف الروم مأخذهم، فانتهت بهم الهزيمة إلى الوحل فركبوه، ولحقهم المسلمون فأخذوهم، ولا يمنعون يد لامس، فوخزوهم بالرماح، فكانت الهزيمة بفحل والقتل بالرداغ، فأصيب الروم وهم ثمانون ألفا، لم يفلت منهم إلا الشريد، وقد كان الله يصنع للمسلمين وهم كارهون، كرهوا البثوق والوحل، فكانت عونا لهم على عدوهم، وغنموا أموالهم فاقتسموها. وانصرف أبو عبيدة بخالد ومن معه إلى حمص. وممن قتل في هذه الحرب السائب بن الحارث بن قيس بن عدي السهمي، وكانت له صحبة.

## نتائج المعركة
تحقق انتصار حاسم للمسلمين في المعركة، وادت إلى فتح بيسان، الا انها لم تشل قدرة الروم على الهجوم المضاد، حيث بقيت جيوش الروم تشكل تهديدا للمنطقة إلى ان التقى الجيشان في معركة فاصلة بعد عام ونصف في معركة اليرموك، وقد قال القعقاع بن عمرو التميمي في انتصار جيش المسلمين على الروم في وقعة فحل: